# 니콜라이 체르니솁스키

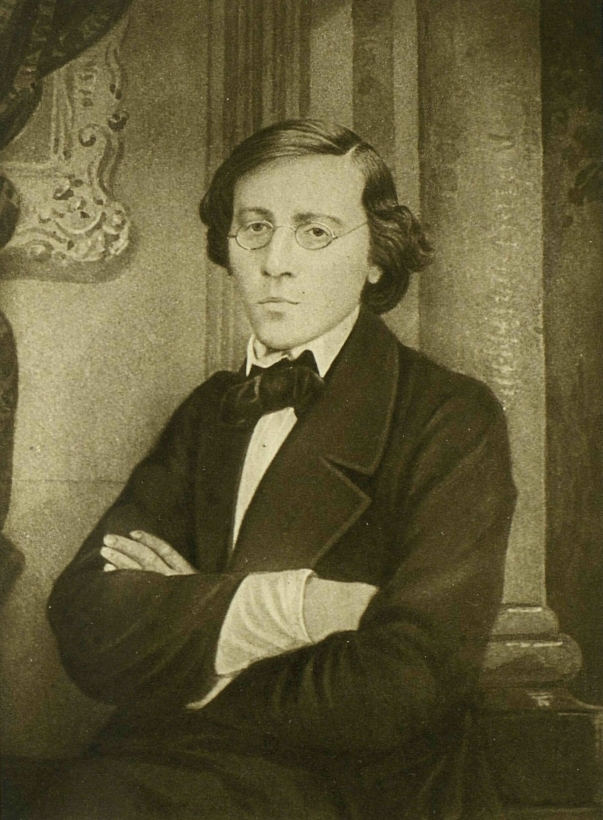

니콜라이 가브릴로비치 체르니솁스키(러시아어: Никола́й Гаври́лович Черныше́вский, 1828년 7월 24일 ~ 1889년 10월 17일)는 러시아의 비평가·소설가·철학자·경제학자이다. 니콜라이 도브롤류보프와 함께 혁명적 민주주의의 대표자이다.

## 생애
사라토프의 사제 집안에 태어나 상트페테르부르크 대학교 졸업 후(1850) 잡지 <현대인>의 집필자가 되었으며(1854), 1856-62년에 걸쳐 동지(同志)를 배경으로 앙양된 혁명 운동의 지도자로 활약했다. <현대인>의 발행 정지처분과 함께(1862) 페트로파블롭스크 요새에 투옥된 후 ‘청년에게 끼친 유해한 영향’을 이유로 시베리아로 추방되었다. 추방이 해제된 것은 1883년이었고 이로부터 6년 후 출생지 사라토프에서 사망했다.
체르니솁스키는 <현실에 대한 예술의 미학적 관계>(1853-55), <러시아 문학에서의 고골리 시대 개관>(1856) 등의 논문으로 관념적 미학을 배척하고 현실이 예술보다 우월함을 주장하면서 사회에 대한 리얼리즘 문학의 비판 및 판결의 역할을 강조했다. 옥중에서 쓴 장편소설 <무엇을 할 것인가>(1863)에서는 외관미보다 평등과 경제적 독립을 지향하는 신여성이나 엄격한 윤리관을 가진 혁명가를 러시아 문학에 처음으로 등장시켜, 사회주의적 생활의 실천과 전망을 묘사함으로써 급진주의적 신세대의 압도적인 인기를 모았다.